# Mangrullo
Mangrullo est une ville de l'Uruguay située dans le département de Cerro Largo. Sa population est de 31 habitants.

## Géographie
Mangrullo est située dans le secteur 4.

## Population
| Année | Population |
| ----- | ---------- |
| 1963  | 66         |
| 1975  | 44         |
| 1985  | 31         |
| 1996  | 25         |
| 2004  | 31         |

,